# Jean Seberg
Jean Dorothy Seberg (* 13. November 1938 in Marshalltown, Iowa; † 30. August 1979 in Paris) war eine US-amerikanische Schauspielerin, die mit ihrer Rolle in Außer Atem zu einer Kultfigur der Nouvelle Vague wurde. Seberg pendelte zwischen Hollywood und Europa und spielte Hauptrollen in Filmen unterschiedlicher Genres. Zwar entwickelten sich nur wenige Produktionen zu einem kommerziellen Erfolg, doch wurden einige zu Filmklassikern.

## Leben und Wirken
Jean Seberg, die Tochter eines Pharmazeuten und einer Lehrerin, studierte darstellende Kunst an der University of Iowa. Dort wählte der Regisseur Otto Preminger sie 1957 wegen ihres ausdrucksstarken Gesichts und ihrer natürlichen Ausstrahlung aus 18.000 Bewerberinnen für die Rolle der Jeanne d’Arc in der Filmadaption von George Bernard Shaws Theaterstück Die heilige Johanna aus. Bereits der Auswahlprozess war von einem immensen Medienrummel begleitet, der Film erhielt jedoch eher mittelmäßige Kritiken. Dennoch engagierte sie Preminger, der mit ihr einen Siebenjahresvertrag abgeschlossen hatte, ein Jahr später erneut, diesmal für die Rolle der Cécile in der mit Deborah Kerr und David Niven prominent besetzten Verfilmung von Françoise Sagans Bestsellerroman Bonjour Tristesse. Von Publikum und Kritikern als Skandal empfunden, begründete der Film Sebergs Ruhm; er gilt heute als ein Vorläufer der französischen Nouvelle Vague.
Durch den autoritären Regiestil Premingers verletzt und den kommerziellen Druck in Hollywood künstlerisch eingeschränkt, wandte sich Seberg, die mittlerweile mit dem Franzosen François Moreuil verheiratet war (1958–1960), von den USA ab. 1959 war sie neben Peter Sellers in der britischen Filmkomödie Die Maus, die brüllte zu sehen. Im Anschluss daran drehte sie mit Jean-Luc Godard den Nouvelle-Vague-Klassiker Außer Atem (À bout de souffle, 1960). An der Seite von Jean-Paul Belmondo spielte sie darin eine amerikanische Studentin, die für einen Kleinkriminellen zum Verhängnis wird. Als burschikose Verkäuferin des New York Herald Tribune auf den Pariser Champs-Élysées wurde sie zur Stilikone, zu einem der Gesichter des neuen französischen Films. Die Rolle brachte ihr 1962 eine Nominierung für den British Academy Film Award für die beste ausländische Darstellerin ein (die Auszeichnung ging jedoch an Sophia Loren für Und dennoch leben sie). 1964 überzeugte Seberg in der Titelrolle von Robert Rossens Filmdrama Lilith an der Seite von Warren Beatty, der als Kriegsheimkehrer dem Zauber einer jungen geheimnisvollen Psychiatriepatientin erliegt. Für ihre darstellerische Leistung war Seberg 1965 für den Golden Globe für die beste Hauptdarstellerin in einem Drama nominiert.
In den folgenden Jahren arbeitete sie für Die Demarkationslinie und Die Straße nach Korinth mit Claude Chabrol. Weitere, eher unbedeutende Filme in Amerika und Europa folgten. Zweimal stand sie auch in einer Hauptrolle unter der Regie ihres zweiten Ehemanns, des französischen Diplomaten und Schriftstellers Romain Gary, vor der Kamera; zusammen mit ihr setzte dieser die Drehbücher zu Vögel sterben in Peru und Kill! filmisch um. Neben Engagements in dem Musical-Film Westwärts zieht der Wind (1969) mit Lee Marvin und Clint Eastwood sowie in dem Kassenknüller Airport (1970), zu dessen Staraufgebot auch Burt Lancaster, Dean Martin und Jacqueline Bisset gehörten, war sie als Autorin und Regisseurin aktiv. Ihrem Kurzfilm Ballad for Billy the Kid (1974), bei dem sie Regie führte, das Drehbuch schrieb, als Produzentin und Darstellerin auftrat, war kein Erfolg beschieden. 1976 spielte sie ihre letzte Rolle an der Seite von Bruno Ganz und Anne Bennent in Hans W. Geissendörfers Verfilmung des Schauspiels Die Wildente von Henrik Ibsen. Ihre wenigen bereits gedrehten Szenen für Raoul Coutards Operation Leopard (1980) fanden nach Sebergs Tod im Film keine Verwendung mehr und wurden mit Mimsy Farmer neu gedreht.

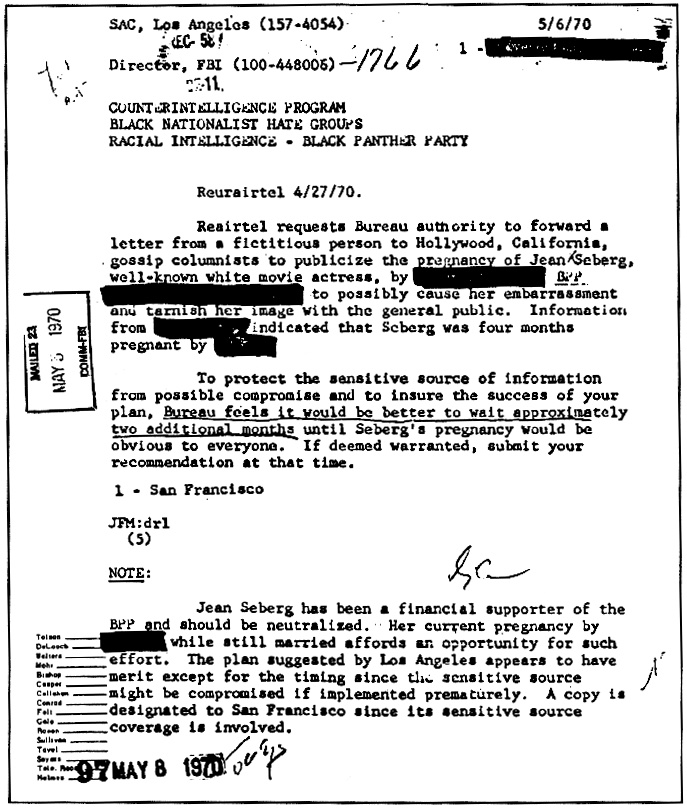
COINTELPRO-Anweisung zur „Neutralisierung“ von Jean Seberg durch Verleumdung

Jean Seberg war dreimal verheiratet. 1958 ehelichte sie den französischen Anwalt François Moreuil, der das Drehbuch zu dem Film Brennende Haut (1961) mitverfasste und mit Fabien Collin auch Regie führte. Sie ließen sich 1960, kurz nach den Dreharbeiten, scheiden. Im Juli 1962 gebar sie einen Sohn, Diego; Vater war der 24 Jahre ältere Romain Gary. Dieser verließ seine Ehefrau, Lesley Blanch, und heiratete Seberg.
Ihr Engagement für die Black-Panther-Bewegung in den USA ließ sie ins Visier von FBI-Direktor J. Edgar Hoover geraten und führte zur Überwachung durch das FBI und einer Schmutzkampagne gegen Seberg, die ihre Karriere zerstören sollte. Als sie 1970 ihr zweites Kind erwartete, wurde das Gerücht gestreut, Seberg habe eine Liaison mit einem Black-Panther-Aktivisten und sei von ihm schwanger. Im August 1970 kam das Baby, ein Mädchen, nach nur sieben Monaten als Frühgeburt zur Welt und starb zwei Tage danach. Die Aufnahmen des vielfach von der Presse fotografierten Leichnams  zeigten ein weißes Kind, womit die Gerüchte über den angeblichen Vater als entkräftet galten. Tatsächlich entstammte das Kind einer außerehelichen Affäre, wurde jedoch von Gary anerkannt.
In den folgenden Jahren soll Seberg jeweils am Tag dieses Verlusts versucht haben, sich das Leben zu nehmen. 1972 heiratete sie den Filmemacher Dennis Berry, der 1975 mit ihr in der Hauptrolle den Film Die große Ekstase realisierte. In ihren letzten Lebensjahren wechselten sich Drogenexzesse mit Krankenhausaufenthalten ab. Aufgrund ihrer Labilität schien Seberg dem Filmgeschäft und der damit verbundenen Sensationsberichterstattung nicht mehr gewachsen. Eine vierte, am 31. Mai 1979 geschlossene Ehe mit dem Algerier Ahmed Hasni blieb rechtlich wirkungslos, da Seberg von Dennis Berry noch nicht geschieden war.

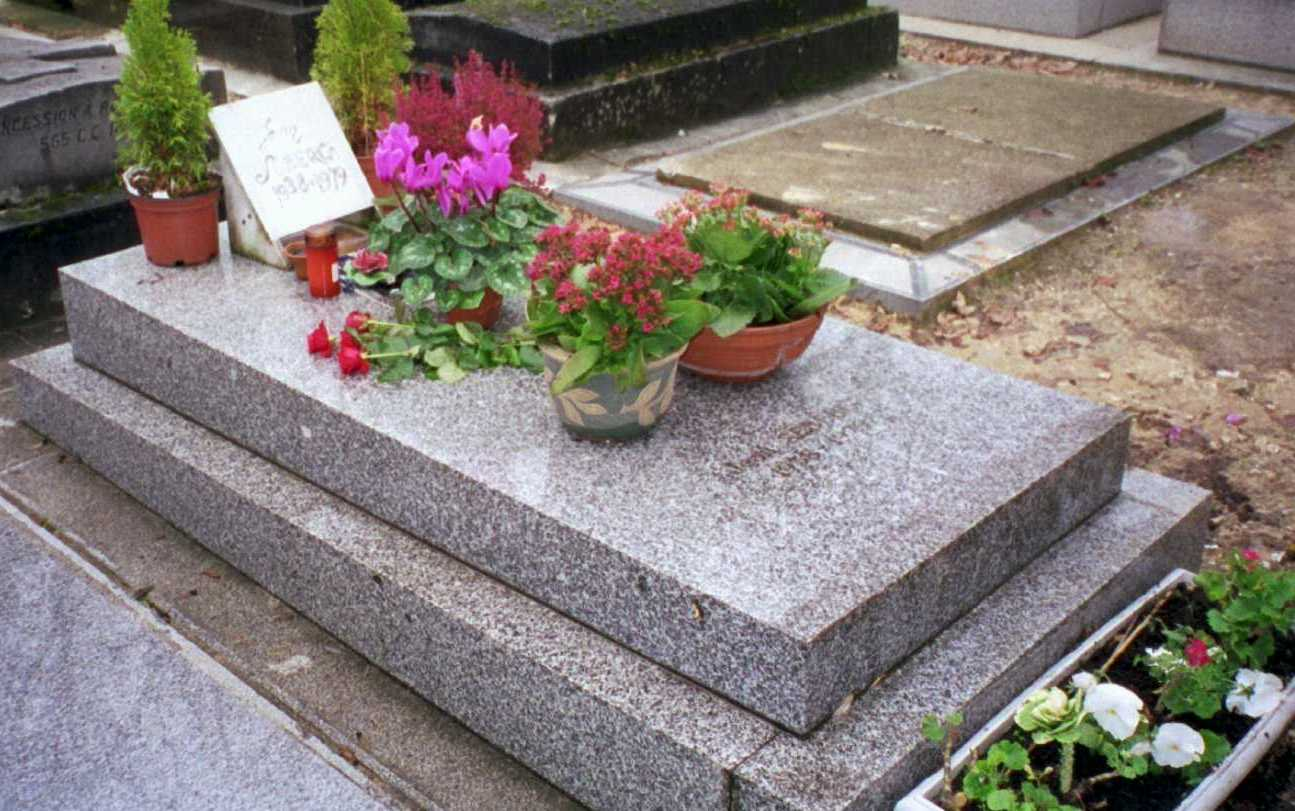
Grab auf dem Pariser Friedhof Montparnasse

Jean Seberg wurde am 29. August 1979 in Paris zum letzten Mal lebend gesehen. An diesem Tag besuchte sie die Premiere des Films Die Liebe einer Frau von Costa-Gavras, nach einem Roman Romain Garys inszeniert. Seberg fühlte sich verletzt, denn sie glaubte, ihr früherer Ehemann habe in der Textvorlage, ohne sie zu fragen, seine Beziehung zu ihr verarbeitet und sie selbst würde in der Verfilmung von Romy Schneider verkörpert. Zehn Tage später fand die Polizei ihren toten Körper unbekleidet, nur eingewickelt in eine Decke zwischen dem Vorder- und dem Rücksitz ihres PKW, neben ihr lagen Schlaftabletten und ein Abschiedsbrief, sodass als Todesursache Suizid angenommen wird. Als Sterbedatum wird überwiegend der 30. August 1979 angegeben. Die genauen Umstände ihres Todes blieben dennoch ungeklärt. Romain Gary und andere behaupteten, dass sie vom US-amerikanischen Geheimdienst ermordet worden sei.
Jean Seberg wurde auf dem Pariser Cimetière Montparnasse beigesetzt.

## Nach Sebergs Tod
Der 1995 erschienene Dokumentarfilm Jean Seberg: American Actress der Brüder Donatello und Fosco Dubini porträtiert Leben und Werk Sebergs und setzt sich kritisch mit den Umständen ihres Todes auseinander. Darin sagt z. B. die Ärztin Marion Bouilhet aus, dass Seberg kurz vor ihrem Verschwinden noch völlig nüchtern geklungen habe, schließlich aber mit einem Alkoholgehalt von fast acht Promille aufgefunden worden sei. Schon wegen des Alkoholgehalts, der deutlich über der Grenze gelegen habe, ab der ein Mensch ins Koma falle (dazu kam noch die große Zahl Schlaftabletten), bezweifelte Bouilhet, dass Seberg die tödliche Dosis selbst eingenommen hatte. Eine Freundin meinte, Seberg, die ohne Kleidung aufgefunden wurde, obwohl sie sich in ihrer Wohnung so gut wie nie nackt gezeigt habe, hätte die Wohnung bestimmt nicht unbekleidet verlassen. Dazu kam die Aussage, alle umstehenden Autos seien mit welken Blättern bedeckt gewesen, während nur Sebergs Pkw frei davon gewesen sei und daher erst nach ihrem Tod (der zum Zeitpunkt, als sie gefunden wurde, bereits zehn Tage zurücklag) an diesen Ort gebracht worden sein könne.
Ebenfalls 1995 entstand Mark Rappaports Filmessay From the Journals of Jean Seberg. In dieser „fiktiven Autobiographie“ lässt Rappaport eine älter gewordene Seberg, dargestellt von Mary Beth Hurt, auf unsentimentale Weise auf ihr Leben und ihre Filmkarriere zurückblicken. Er vergleicht dabei Sebergs Werdegang mit dem zweier ebenfalls politisch engagierter Schauspielerinnen ihrer Generation, Jane Fonda und Vanessa Redgrave. From the Journals of Jean Seberg wurde 1995 mit dem Los Angeles Film Critics Association Award in der Sparte Bester Experimental-/Independent-Film ausgezeichnet.
Der mexikanische Schriftsteller Carlos Fuentes spiegelte seine kurze, aber nachhaltige Affäre mit ihr in seinem Roman Diana o la cazadora solitaria (1996; dt. Diana oder Die einsame Jägerin, 1998). Als „Little Jean Seberg“ fand die Schauspielerin zudem Erwähnung in dem Titelsong des 2004 veröffentlichten Albums Absent Friends der nordirischen Band The Divine Comedy.
Am 30. August 2019, 40 Jahre nach ihrem Tod, wurde der Spielfilm Jean Seberg – Against all Enemies beim Filmfestival von Venedig uraufgeführt. Regie führte Benedict Andrews, für die Titelrolle wurde die US-amerikanische Schauspielerin Kristen Stewart verpflichtet.
In dem Film Nouvelle Vague (2025) über die Entstehung von Außer Atem wird Seberg von Zoey Deutch dargestellt.

## Filmografie (Auswahl)
- 1957: Die heilige Johanna (Saint Joan)
- 1958: Bonjour Tristesse
- 1959: Die Maus, die brüllte (The Mouse That Roared)
- 1960: Außer Atem (À bout de souffle)
- 1960: Die Saat bricht auf (Let No Man Write My Epitaph)
- 1961: Die Erwachsenen (Les grandes personnes)
- 1961: Brennende Haut (La Récréation)
- 1961: Liebhaber für fünf Tage (L’amant de cinq jours)
- 1962: Congo Vivo
- 1963: Plaisirs d’amour (In the French Style)
- 1964: Die Frauen sind an allem schuld (Les plus belles escroqueries du monde)
- 1964: Der Boss hat sich was ausgedacht (Échappement libre)
- 1964: Lilith
- 1965: Diamantenbillard (Un milliard dans un billard)
- 1965: Der Schuß (Moment to Moment)
- 1966: Die Demarkationslinie (La ligne de demarcation)
- 1966: Simson ist nicht zu schlagen (A Fine Madness)
- 1967: Haie bitten zu Tisch (Estouffade à la Caraïbe)
- 1968: Die Straße von Korinth (La route de Corinthe)
- 1968: Vögel sterben in Peru (Les oiseaux vont mourir au Pérou)
- 1969: Nacht ohne Zeugen (Pendulum)
- 1969: Westwärts zieht der Wind (Paint Your Wagon)
- 1970: Ondata di calore
- 1970: Airport
- 1970: Macho Callahan
- 1971: Kill!
- 1972: Eine merkwürdige Liebe (Questa specie d’amore)
- 1972: Camorra
- 1972: Das Attentat (L’attentat)
- 1973: Maske des Grauens (La corrupción de Chris Miller)
- 1974: Andersons Rache (Cat and Mouse)
- 1974: Ballad for Billy the Kid (Kurzfilm) (auch Regie)
- 1975: Bianchi cavalli d’Agosto
- 1975: Die große Ekstase (Le grand délire)
- 1976: Die Wildente
- 1979: Le bleu des origines

## Auszeichnungen
- 1962: nominiert für den British Film Academy Award für Außer Atem (Beste ausländische Darstellerin)
- 1965: nominiert für den Golden Globe Award für Lilith (Beste Hauptdarstellerin – Drama)

## Filme zu Jean Seberg
Dokumentarfilme:
- Die letzten Tage einer Legende. Jean Seberg (OT: Les derniers jours d’une icône. Jean Seberg). Dokumentarfilm, Frankreich 2006, 50:10 Min., Buch und Regie: Michéle Dominici, Produktion: Sunset Presse, Reihe: Die letzten Tage einer Legende, Erstsendung: 24. August 2007 auf Phoenix, Inhaltsangabe von fernsehserien.de.
- Jean Seberg forever. Dokumentarfilm, Frankreich 2013, 53 Min., Buch und Regie: Anne Andreu, Produktion: Cinétévé, Arte France, Erstsendung: 15. Januar 2014 auf arte.

Spielfilme:
- Jean Seberg – Against all Enemies (2019), Spielfilm von Benedict Andrews mit Kristen Stewart in der Titelrolle.